# Santa Lucía, Francisco Morazán
Santa Lucía är en ort i Honduras.   Den ligger i departementet Departamento de Francisco Morazán, i den sydvästra delen av landet, 10 km öster om huvudstaden Tegucigalpa. Santa Lucía ligger 1 550 meter över havet och antalet invånare är 2 288.
Terrängen runt Santa Lucía är huvudsakligen kuperad, men norrut är den bergig. Runt Santa Lucía är det ganska tätbefolkat, med 60 invånare per kvadratkilometer. Närmaste större samhälle är Tegucigalpa, 9,9 km väster om Santa Lucía. 